# بووینا (میسیسیپی)
بووینا (به انگلیسی: Bovina) یک منطقهٔ مسکونی در ایالات متحده آمریکا است که در شهرستان وارن، میسیسیپی واقع شده‌است.